# Horst Schreiber (Fußballspieler)
Horst Schreiber (* 14. August 1929) ist ein ehemaliger deutscher Fußballspieler.

## Sportlicher Werdegang
Schreiber entstammt der Jugend von Eintracht Frankfurt. Als Walter Hollstein Anfang 1948 das Traineramt übernahm, holte dieser ihn in die Wettkampfmannschaft. Am 13. Februar des Jahres stand er bei der 0:4-Auswärtsniederlage beim FC Bayern München in der Oberliga Süd erstmals auf dem Feld, bis zum Ende der Spielzeit 1947/48 bestritt er insgesamt acht Meisterschaftsspiele. Am 13. März erzielte er beim 2:0-Heimerfolg im Stadion am Bornheimer Hang über den FC Schweinfurt 05 mit dem Treffer zum Endstand – Franz Dosedzal hatte das erste Tor erzielt – seinen einzigen Erstligatreffer. In der folgenden Spielzeit kam er noch einmal zum Einsatz, ehe sich sein weiterer sportlicher Weg verliert.